# فرح نافع
فرح نافع أبو عابد (مواليد 2 أكتوبر 1993) مهندسة ولاعبة كرة سلة أردنية تلعب لصالح نادي الفُحيص.

## الحياة المهنية

### كرة السلة
بدأت فرح نافع اللعب مع النادي الأرثوذكسي في الفريق تحت 14 سنة. مثلت الأردن في الفريق الوطني للمدرسة مرتين في عمان، الأردن ومرة في بيروت، لبنان (حيث احتل الفريق المركز الثاني).
مثلت فرح منتخب الأردن 3x3 في ثلاث مسابقات دولية:
- 2009 (دورة الألعاب الآسيوية للشباب في سنغافورة)
- 2011 (كأس العالم في ريميني بإيطاليا).[3]
- كأس آسيا فيبا 3x3 2018[4]

خلال سنة دراستها في الجامعة الأمريكية في بيروت، لعبت ضمن الفريق الجامعي في دوري الجامعات في لبنان، ولعبت بطولة في بلجيكا.
لعبت فرح مع النادي الأرثوذكسي للسيدات في موسم 2013-2014 وفازت بالدوري الأردني. كما حصل الفريق على المركز الثالث في بطولة فاطمة بنت مبارك في الشارقة بدولة الإمارات العربية المتحدة. ثم انتقلت إلى ألمانيا لمدة عام تبادلي حيث لعبت مع نادٍ في دريسدن حتى ديسمبر 2015. ثم انضمّت إلى نادي الفُحيص ومنذ ذلك الحين حقق النادي الإنجازات التالية:
- المركز الثالث في منافسات بني ياس 2015 (الإمارات)
- المركز الثاني في ألعاب الأندية العربية للسيدات 2018 (الإمارات العربية المتحدة)[5]
- المركز الأول في دورة الألعاب العربية للسيدات 2020 (الشارقة، الإمارات العربية المتحدة)[6]
- المركز الثاني في مسابقة الأندية العربية 2016 (الأردن)[7]
- نصف نهائي مسابقة الأندية العربية 2017 (الأردن)
- نصف نهائي مسابقة الأندية العربية 2018 (مصر)
- المركز الرابع في مسابقة الأندية العربية 2019 (المغرب)
- أبطال الدوري الأردني 2018-2019 و 2019-2020.[8][9]